# Bundesautobahn 45
Pour les articles homonymes, voir A45.
La Bundesautobahn 45 (BAB 45, A45 ou Autobahn 45) est une autoroute allemande longue de 257 kilomètres, reliant Dortmund à l’A3 (Emmerich am Rhein-Passau) au niveau de Seligenstadt. Elle passe par les villes de Lüdenscheid, Siegen, Giessen et Hanau, et les Länder de Rhénanie-du-Nord-Westphalie, Hesse et Bavière. L’A45 fait partie de l’E40 entre l’A4 (à Olpe) et la B49 (à Wetzlar), et de l’E41 dans son intégralité. L’autoroute est aussi connue sous le nom de Ligne du Sauerland, puisqu’elle traverse ce dernier.

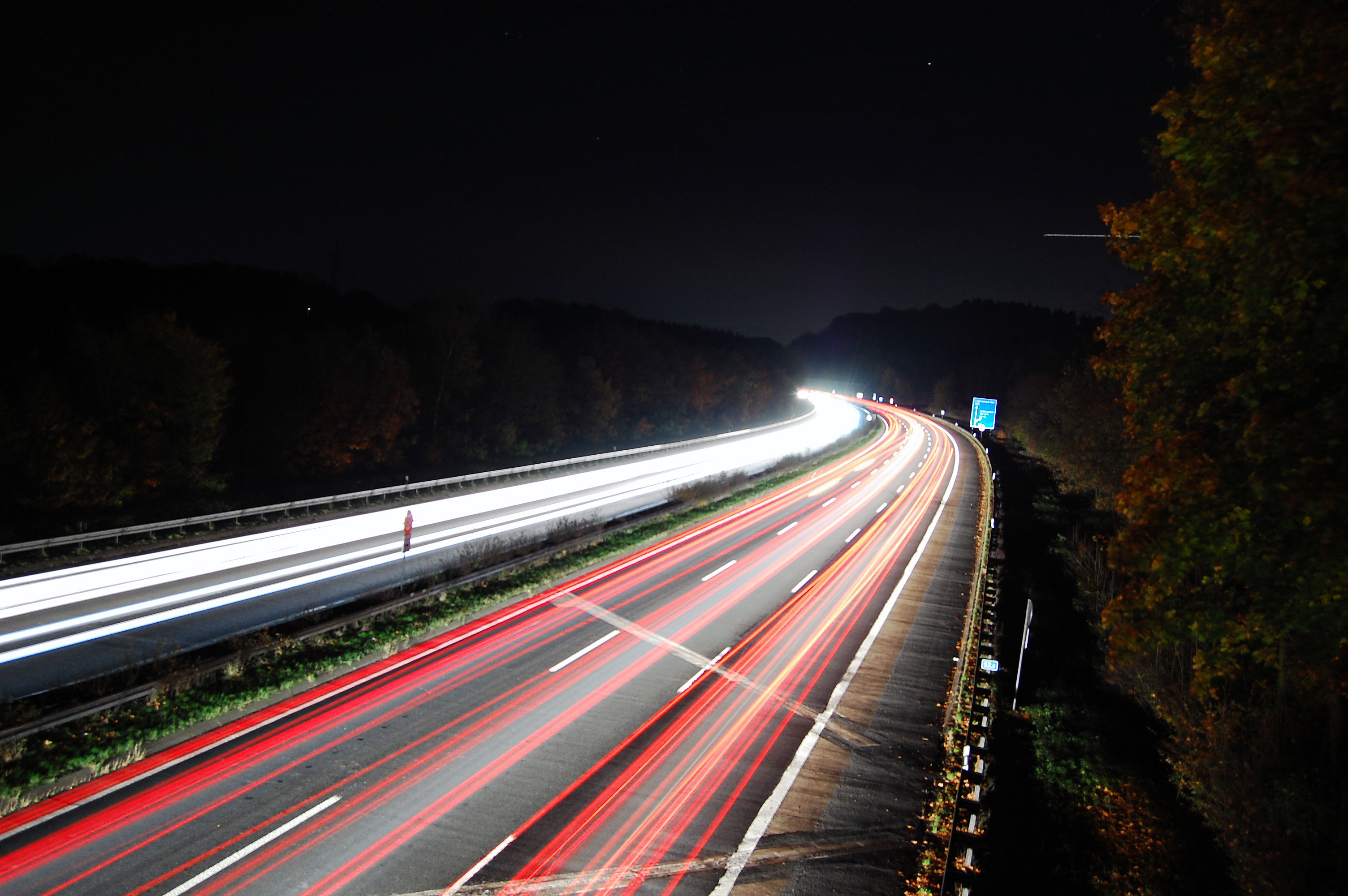
L’A45 de nuit en Sauerland

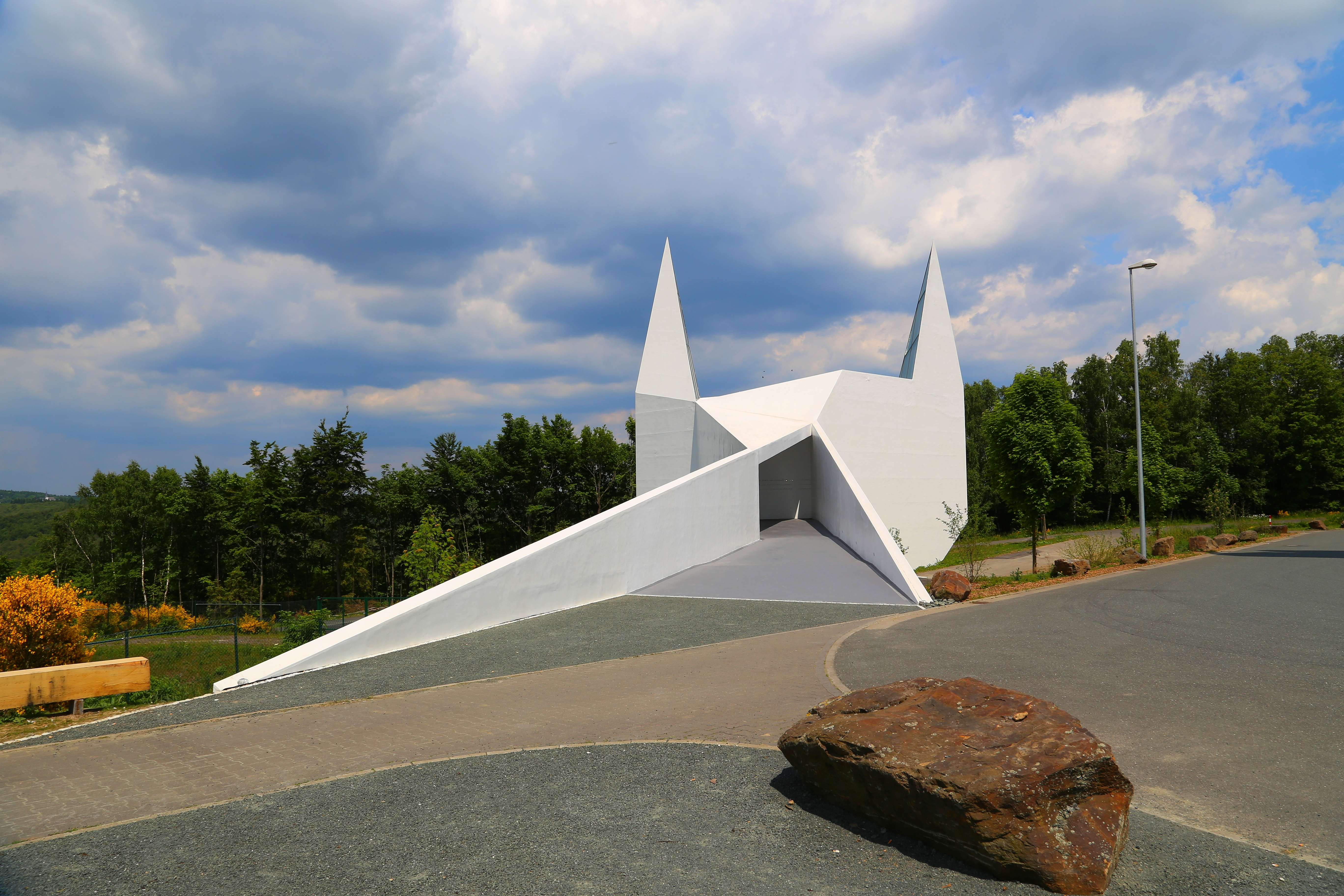
L’église de route de Siegerland

## Tracé
L’A45 est composée de 47 sorties numérotées de 2 à 49 (la sortie 34 n’existe pas), et croise 12 autoroutes et une voie rapide à statut européen du nord au sud:
- à Dortmund
- à Dortmund
- à Dortmund
- à Dortmund
- à Dortmund
- à Hagen
- à Olpe
- à Wetzlar
- à Wetzlar
- à Giessen
- au niveau de Butzbach
- à Hanau
- à Seligenstadt